# Adobe Premiere Pro
Adobe Premiere Pro è un software di montaggio video in tempo reale basato su timeline, prodotto e distribuito da Adobe all'interno della raccolta Creative Cloud.

## Descrizione
Premiere Pro è una versione completamente riscritta di Adobe Premiere, lanciata per la prima volta nel 2003. Premiere era commercializzato già dal 1991 e Adobe lo aveva acquisito a sua volta dalla SuperMac, che in precedenza lo forniva con il nome ReelTime insieme al sistema di cattura immagini VideoSpigot per Apple Macintosh. Nonostante Premiere, nelle versioni più recenti, fosse disponibile sia per Windows sia per Macintosh, Premerie Pro non era disponibile per Mac a causa dei costi elevati dello sviluppo di una versione cross-platform e dei diversi software concorrenti disponibili per MacOS. Dal momento della sua riscrittura, Premiere Pro ha guadagnato l'approvazione da parte dell'industria del video e del cinema ed è stato utilizzato in film come Superman Returns e in altri sviluppi come il Confessions Tour di Madonna.
La versione 1.5 pubblicata nel 2004 ha migliorato il supporto per i contenuti video in Alta Definizione ed ha implementato nuovi strumenti di gestione dei progetti e nuovi filtri. Ha inoltre incluso supporto per materiale in 24p (che, più comunemente, è il formato della DVX-100 della Panasonic). La versione 1.5.1 ha aggiunto il supporto per l'Alta Definizione HDV e la versione 2.0 ne ha migliorato l'editing, diventando inoltre il primo software di montaggio video a supportare nativamente il formato Canon 24F (di telecamere come la Canon Xl H1) grazie ad un aggiornamento addizionale. Quest'ultima versione di Premiere Pro, la 2.0, richiede il supporto SSE2 da parte del processore, che non è disponibile nei processori più datati. Nel 2007 è uscita la versione CS3, che cambia solo nell'aspetto grafico e ha qualche nuova funzionalità, ma la maggior parte dei comandi è uguale alla precedente versione.
La versione della suite CS5 è anche per Macintosh, e per la prima volta ha funzioni di rilievo maggiori del concorrente Final Cut; in particolare è a 64 bit ed è in grado di aprire direttamente in timeline senza trascodifica o rewrapping molti file: R3d, Mxf, H264, XDCAM, DPX. Importante introduzione in CS5 è il Mercury Engine, che sfruttando il linguaggio di programmazione CUDA sfrutta le schede Geforce GTX285 e Quadro CX per accelerare una serie di effetti.
Il 7 maggio 2012 ha debuttato la versione CS6 che oltre ad aggiungere 50 nuove funzioni di editing ha beneficiato di un Mercury Engine migliorato (con supporto OpenCL su alcuni MacBook Pro), ed integrazione con Adobe Prelude CS6, Adobe Encore DVD CS6 ed Adobe Speedgrade CS6.
Di Premiere Pro è stata sviluppata una versione per principianti, Adobe Premiere Elements, destinata al mercato consumer.
Il 15 giugno 2015 ha debuttato la versione CC 2015 che beneficia delle migliorare performance del Mercury Engine e del supporto nativo ai formati Canon XF-AVC e Panasonic 4K444. È stato inoltre integrato il supporto all'app mobile Premiere Pro e piccole migliorie all'interfaccia grafica. Premiere Pro CC permette di gestire qualsiasi effetto applicato al video nell'arco del tempo, ad esempio l'intensità dell'effetto scala può modificarsi durante lo scorrere del video come più ci piace.

## Cronologia delle versioni
| Versione  | Piattaforma                     | Data di uscita   | Cambiamenti significativi |
| --------- | ------------------------------- | ---------------- | --- |
| 1.0 (7.0) | Windows                         | 21 agosto 2003   | - Timeline multiple - Strumenti di correzione del colore - Montaggio audio sample-level - Effetti audio track-based - Supporto per suono surround 5.1 - Filtri audio VST e supporto hardware audio ASIO - Esportazione AAF - Scorciatoie da tastiera personalizzabili - Adobe Media Encoder |
| 1.5       | Windows                         | 24 maggio 2004   | - Project Manager - Supporto per Panasonic 24p - Effects favorites - Creazione di file Photoshop Project-ready - Caricamento automatico di plug-in After Effects built-in - Supporto della clipboard di After Effects - Correzione del colore One-click - Importazione/Esportazione di AAF e EDL - Nuovi filtri audio DeEsser e DeHummer - Nuovi effetti GPU - Controllo dei keyframe di Bezier |
| 1.5.1     | Windows                         | 1 marzo 2005     | - Supporto HDV |
| 2.0       | Windows                         | 17 gennaio 2006  | - Docking Workspaces - Montaggio Multicam - Adobe Clip Notes - Dynamic Link con progetti After Effects - DVD authoring dalla timeline - Montaggio di HDV nativo - Supporto per SD e HD nativo - Strumenti di correzione del colore avanzati - Supporto di colori a risoluzione 10-bit e 16-bit - Elaborazione interna di colori a 32-bit - Visualizzazione con accelerazione grafica |
| 7.0       | Windows                         | 17 giugno 2013   | - Pannello Adobe Story - Supporto per l'esportazione di più GPU - Sincronizzazione delle impostazioni - Sottotitoli codificati - Codec intermedi, formati nativi (l'editing su più piattaforme con Apple ProRes (con codifica solo su Mac OS) e supporto multipiattaforma per file Avid DNxHD in formato MXF e inoltre sono supportati i formati grazie al nuovo supporto per i codec Sony XAVC e Panasonic AVC-Intra 200. - Integrazione con Adobe Anywhere - Controllo e monitoraggio precisi dell'audio - Tecnologia Lumetri Deep Color Engine - Funzionalità Collega file multimediale e Individua |
| 7.0.1     | Windows                         | 9 luglio 2013    | - Visualizzazione di clip con sottotitoli codificati nel pannello Sottotitoli - Finestra di dialogo Impostazioni toni - Preferenza per il codice di tempo iniziale predefinito - Funzionalità ottimizzata per l'esportazione EDL - Ricollegamento di sequenze offline - Corrispondenza di fotogrammi mediante la selezione di clip - Opzioni Taglia, Copia e Cancella per tracce con punti di attacco/stacco - Titoli univoci |
| 7.1       | Windows, OS X 10.8 o successive | 31 ottobre 2013  | - Supporto per nuovi formati di videocamere (file nativi per Sony Raw, Phantom Cine e Canon RAW, migliorato il supporto del formato MJPG da fotocamere Canon 1DC, Sony XAVC Long GOP e Panasonic AVC Ultra (Long GOP), introdotto la decodifica del formato ProRes a 64 bit (solo per Mac OS X 10.8 o versioni successive), supporto per l'esportazione in formato XAVC fino a 4K e AVCi200. - Visualizzazione dei metadati nelle sovrapposizioni monitor - Singoli pulsanti Ripristina per i parametri degli effetti - Possibilità di aggiungere transizioni tramite copia e incolla - Nuove opzioni per l'effetto Nome Clip - Supporto di formati nativi ampliato (4K, 5K, 6K, Pro Res, DNxHD e RAW)                                   |
| 7.2       | Windows, OS X                   | 12 dicembre 2013 | - Esportazione di marcatori con miniature - Creazione di un nuovo progetto da una sequenza - Sorgente attiva per progetti multicamera - Output Dolby E - Comando Elimina salti per l'intervallo Attacco/Stacco - Trascinamento delle sequenze - Pannelli multipli Browser multimediale - Priorità di selezione delle clip |
| CC 2014   | Windows, OS X                   | 18 giugno 2014   | - Rispetto dell'intonazione - Supporto di nuovi formati nativi (supporto integrato per la fotocamera ARRI AMIRA, con tavole di consultazione colore LUT, Sony SStP e Canon RAW e migliorato il supporto per i formati CinemaDNG) - Salvataggio automatico su cloud - Integrazione con Adobe Typekit - Nuovi formati di distribuzione (esportazione pacchetti standard di settore AS11 per il broadcasting e Digital Cinema Package (DCP) e esportazione contenuti audio stereo in formato Dolby Digital e Dolby Digital Plus - Effetti nelle clip master - Mascheratura e tracciamento - Modelli Live Text per testo dinamico |
| CC 2014.1 | Windows, OS X                   | 6 ottobre 2014   | - Aggiornamento automatico dei nomi delle clip e delle etichette - Ricerca avanzata nella Timeline - Rendering e sostituzione delle composizioni After Effects - Vista Timeline nel monitor Sorgente - Interfaccia utente riprogettata con supporto HiDPI - Supporto per codec intermedi GoPro CineForm - Flussi di lavoro multiprogetto - Consolidamento e transcodifica - Raccoglitori di ricerca |
| CC 2015   | Windows, OS X                   | 15 giugno 2015   | - Flussi di lavoro audio più semplici - Editing sempre più touch-friendly - Supporto di nuovi formati nativi (formati nativi Canon XF-AVC e Panasonic 4K444) - Conversione dei sottotitoli codificati in sottotitoli - Aree di lavoro basate su attività - Regolazione automatica della durata del video - Le tue risorse, disponibili ovunque con Creative Cloud - Creative Cloud - Controllo semplificato dei colori nel pannello Colore Lumetri - Integrazione con Adobe Stock |
| CC 2015.1 | Windows, OS X                   | 30 novembre 2015 | - Supporto ampliato per titoli internazionali - più formati Ultra HD supportati a livello nativo formato: DNxHR, HEVC (H.265) e OpenEXR - Video HDR di alta qualità - Utilizzo di movimenti e modalità multitouch |
| CC 2015.3 | Windows, macOS                  | 20 giugno 2016   | - Migliore collaborazione grazie alle librerie creative cloud - Pubblicazione diretta sui social media (YouTube , Facebook, Twitter) - Supporto nativo di formati ad alta risoluzione - Sottotitoli aperti - Supporto di video in realtà virtuale - Scelte rapide - Editing in fase di importazione - Proxy ad alta e bassa risoluzione |
| CC 2017   | Windows, macOS                  | 2 novembre 2016  | - nuovi formati nativi (tra cui RED Helium e l'esportazione nei formati DNxHD/DNxHR QT) - Mappatura delle scelte rapide da tastiera - Effetti audio Adobe Audition - Sincronizzazione di font Typekit - Miglioramenti ai modelli Live Text per testo dinamico - Dynamic Link con Character Animator - Pubblicazione diretta sul portfolio personale Behance - VR con impostazioni automatiche - Collaborazione semplificata con Adobe Team Project (beta) |
| CC 2017.1 | Windows, macOS                  | 19 aprile 2017   | - Supporto di nuovi formati (modalità HDR (High Dynamic Range) include l’esportazione in HLG (Hybrid LOG Gamma). - Utilizzo di Dynamic Link per Progetti team - Supporto hardware per Microsoft Surface Dial e possibilità di personalizzare la Touch Bar dei MacBook Pro - Pubblicazione di video in Adobe Stock - Pannello Audio essenziale - Modelli per grafica animata - Strumento Testo - Pannello Grafica essenziale |
| CC 2018   | Windows, macOS                  | 18 ottobre 2017  | - Possibilità di usare i modelli di grafica animata di After Effects senza installarlo - Supporto di Progetti team 1.0 - Standard regionali dei sottotitoli codificati - Supporto di nuovi formati: Sony X-OCN (Raw per Sony F55) e WAV superiori a 4 GB - Sfera rotazione VR - Titoli e grafica per video immersivi per video a 360 gradi - Transizioni immersive per video 360/VR - Effetti coinvolgenti per video 360/VR - Editing audio immersivo per video 360/VR - Ambiente immersivo Adobe compatibile con visori HTC Vive o Oculus Rift o tramite tastiera - Modelli di grafica animata disponibili in Adobe Stock - Grafica reattiva - tempo dei fotogrammi e posizione dei livelli grafici - Lavoro simultaneo su più progetti |
| CC 2019   | Windows, macOS                  | 15 ottobre 2018  | - Gradazione colori selettiva - Pulizia audio intelligente - File di Premiere Rush modificabili in Premiere Pro - Modelli Motion Graphics |